# Vivi-Anne Hultén
Vivi-Anne Hultén, född 25 augusti 1911 i Antwerpen, död 15 januari 2003 i Newport Beach, var en svensk skridskoåkare (konståkning). Hon tillhörde under 1930-talet världseliten i konståkning.
Hultén vann sitt första svenska mästerskap 1927 och tog titeln sammanlagt fem gånger och vid VM:et i Stockholm 1933 ett silver och brons under åren 1935, 1936 och 1937. Vid olympiska vinterspelen 1936 i Garmisch-Partenkirchen krönte hon sin karriär med ett OS-brons. När hon skulle ta emot sin medalj vägrade hon, till skillnad från de flesta andra medaljörer, att göra hitlerhälsning inför Adolf Hitler.
Hon flyttade till USA 1938 och gifte sig 1942 med konståkaren Gene Theslof. Där öppnade de en konståkningsskola i St Paul i Minnesota. Hon blev känd som The Flame of Sweden.

## Biografi
Vivi-Anne Hultén föddes i Antwerpen i Belgien 1911, som dotter till köpmannen Sven Edvin Hultén och hans hustru Signe Olivia. År 1916 flyttade familjen till Stockholm. När och varför Vivi-Anne Hultén blev intresserad av konståkning är inte känt. Det kan dock konstateras att hon 1923 anslöt sig till den förening som redan fostrat flera stjärnor på området, Stockholms Allmänna Skridskoklubb (SASK). Här följde hon direkt i spåren på Magda Julin och Svea Norén.
I SASK undervisades hon först av Victor Lundquist. Hon hade ännu inte fyllt 16 år när hon 1927 debuterade i SM och vann guldmedaljen. Under sin fortsatta karriär erövrade hon ytterligare fyra SM-guld, åren 1928, 1929, 1933 och 1934.

### Internationell karriär
Sitt första framträdande i EM gjorde Vivi-Anne Hultén 1930, då mästerskapet avgjordes i Berlin. Där placerade hon sig som trea. Följande år i Wien fick hon nöja sig med en fjärdeplacering, men 1932, då Paris var tävlingsorten, belönades hon på nytt med bronsmedaljen.
I VM, där det under 1930-talet arrangerades mästerskap varje år, ställde Vivi-Anne Hultén upp vid sex tillfällen. Debuten i Montréal 1932 resulterade i en femteplats. Följande år, då man tävlade i Zürich, erövrade hon silvermedaljen. När mästerskapen nästa år var förlagda till hemstaden Stockholm var förväntningarna stora, men här kom hon fyra och blev utan medalj. De tre kommande åren innebar en rejäl medaljskörd. I både Budapest, Paris och London fick Vivi-Anne Hultén ta emot bronsmedalj. Någon förhoppning om guld fanns knappast hos den duktiga svenskan. Fullständigt dominant inom den dåtida konståkningen var norska Sonja Henie, som erövrade tio VM-guld i följd mellan 1927 och 1936. När hon efter detta övergick till proffslivet var det dags för brittiska Cecilia Colledge att få medaljer av ädel valör.
Vivi-Anne Hultén var enda kvinna i den lilla svenska truppen vid vinter-OS 1932 i amerikanska Lake Placid. I konståkningen tävlade totalt 15 damer. Enligt Sven Lindhagens referat i Berättelse över Olympiska Spelen 1932, lyckades hon synnerligen väl i den så kallade skolåkningen och låg efter denna på tredje plats. Hennes chanser att avancera ytterligare bedömdes som goda. Under den till en början lovande friåkningen råkade hon emellertid ”åka ned i en grop i isen och föll...”. I slutprotokollet föll hon därmed till plats fem.
En chans till revansch uppenbarade sig vid vinter-OS 1936 i tyska Garmisch-Partenkirchen. Till denna tävling hade Vivi-Anne Hultén förberett sig genom vistelser i både England och Ungern och, i slutskedet, genom en särskild svensk tränare. I OS-uppgörelsen startade 26 damer, och 23 kom att fullfölja. I sitt referat i Berättelse över Olympiska Spelen 1936, konstaterade Ulrich Salchow att svenskan hade visat nervositet under den obligatoriska skolåkningen och då placerat sig som fyra, åtskilliga poäng från medaljplats. Hans karakteristik av hennes fria åkning var mera positiv. ”Vad hon utförde under sina snåla fyra minuter blev väl gjort”, skrev han. Friåkningen förde Vivi-Anne Hultén upp på den olympiska prispallen, där hon belönades med bronsmedalj. När Vivi-Anne Hultén befann sig på prispallen gjorde hon, i motsats till åtskilliga andra, inte någon Hitlerhälsning. ”Jag är från Sverige. Jag gör inte sådant”, löd hennes kommentar.

### Stil och senare år
I Nordisk Familjeboks Sportlexikon (1941) har Ulrich Salchow företagit en analys av Vivi- Anne Hulténs egenskaper: ”Tack vare en järnhård träning, som torde ha få motstycken i svensk idrott, nådde Vivi-Anne Hultén som tävlingsåkerska högsta klass. Hon var säker i den obligatoriska åkningen, men hennes fria program saknade en del av de svåra hopp och piruetter, som hennes konkurrenter behärskade. Tack vare hennes dansbegåvning och sinne för rytm var hennes program i friåkning dock av hög klass. Som uppvisningsåkerska hörde hon till de mest uppskattade i världen, och hennes dans på skridsko betecknas av den internationella sakkunskapen som ouppnådd.”
I anslutning till det sistnämnda bör noteras att Vivi-Anne Hultén årligen gav 20–30 uppvisningar fördelade på ett flertal europeiska länder.
År 1938 begav sig Vivi-Anne Hultén till USA, där hon blev professionellt verksam med en första hemvist i isshowen Ice Follies. Efter en tid gifte hon sig med affärsmannen Nils Tholand. I ett senare skede blev hon anställd i Ice Capades, också det en turnerande isshow. Där träffade hon Gene Theslof, som hade varit isdanspartner med Sonja Henie. Med Theslof ingick Hultén ett nytt äktenskap, och paret fick en son som också heter Gene Theslof (junior). Paret Hultén-Theslof blev under de följande åren ett uppskattat inslag i många isshower. Sedermera blev de instruktörer för unga konståkare.
Vivi-Anne Hultén dog 2003 i Corona del Mar, i Newport Beach i Kalifornien.